# Югина рудочерева
Юги́на рудочерева (Yuhina occipitalis) — вид горобцеподібних птахів родини окулярникових (Zosteropidae). Мешкає в Гімалаях і горах Південно-Східної Азії.

## Опис

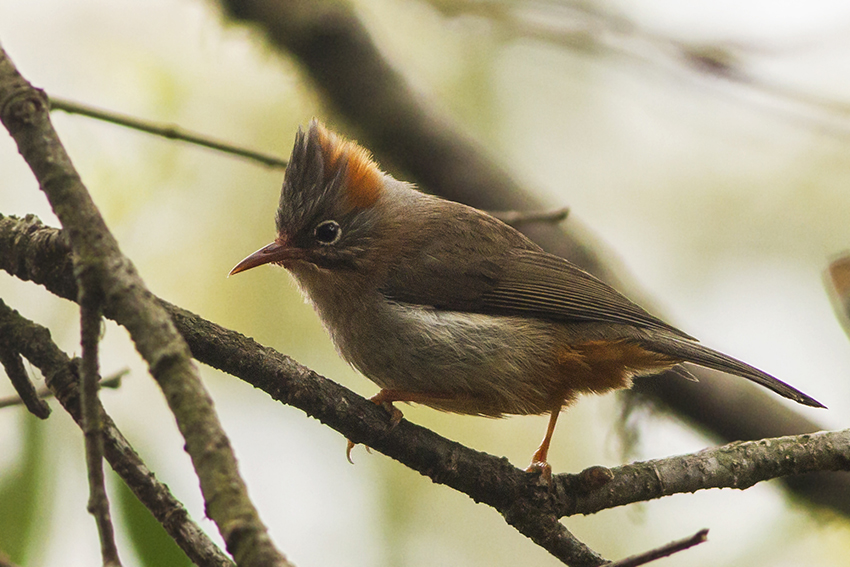
Рудочерева югина

Довжина птаха становить 12-14 см. Забарвлення переважно сіро-коричневе. Обличчя, шия, нижня частина живота і гузка рудуваті. На голові великий, помітний чуб, навколо очей білі кільця, під дзьобом чорні "вуса".

## Підвиди
Виділяють чотири підвиди:
- Y. o. occipitalis Hodgson, 1836 — Східні Гімалаї (від Непалу до південно-східного Тибету і північного Ассаму);
- Y. o. obscurior Rothschild, 1921 — від північно-східної М'янми (Качин) до північно-західного Юньнаню.

## Поширення і екологія
Рудосчереві югини мешкають в Індії, Непалі, Бутані, Китаї і М'янмі. Вони живуть у вологих гірських тропічних лісах. Зустрічаються на висоті від 1800 до 3700 м над рівнем моря. Живляться комахами, нектаром і ягодами. Сезон розмноження триває з квітня по червень. Гніздо чашоподібне, в кладці 2 яйця.